# DN1T
Drumul național 1T, abreviat DN1T, este o arteră rutieră din România, care leagă localitățile rurale Mirșid și Moigrad-Porolissum, desfășurându-se, în totalitate, pe teritoriul Județului Sălaj. Drumul național 1T (DN1T) este o ramificație a drumul național 1H (DN1H), în apropiere de municipiul Zalău, pe sensul de mers către Jibou.